# 에드먼드 칼라미 (1600년)

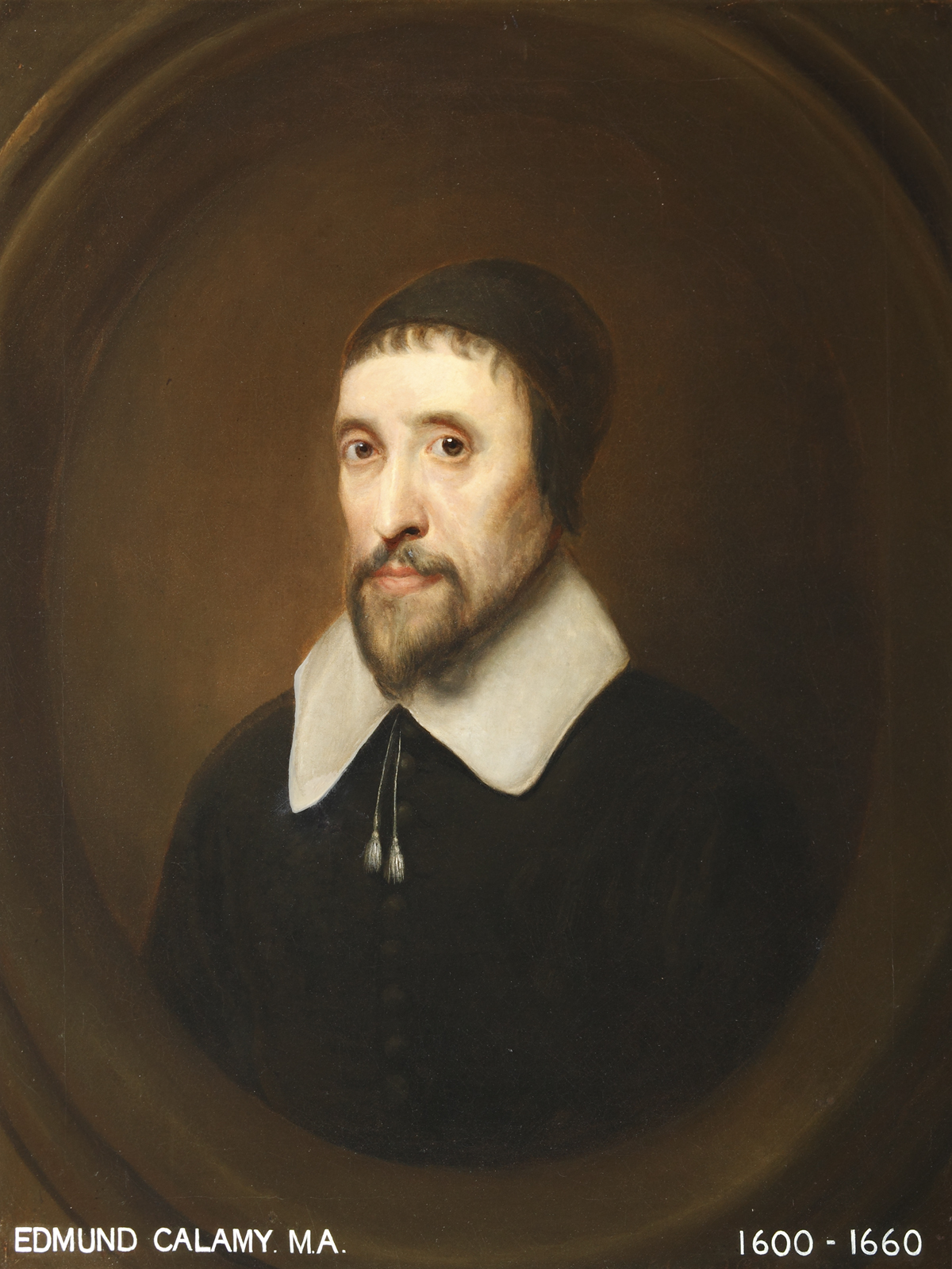
에드먼드 칼라미(1600-1666)의 초상화

에드먼드 칼라미(영어: Edmund Calamy, 1600년 2월 - 1666년 10월 29일)는 잉글랜드 장로교의 지도자였으며, 에드먼드 칼라미 The Elder(1세)로 알려져 있다. 같은 이름으로 4세대 동안 비국교도로 활동했으며, 첫번째에 해당된다.
장기의회에서 활동하였고, 장로교 정치를 지지한 것으로 유명하다. 웨스트민스터 총회에서 1643년에 활동하였고, '군사 성경'을 발행하였다.